# Thecla azaria
Thecla azaria är en fjärilsart som beskrevs av William Chapman Hewitson 1869. Thecla azaria ingår i släktet Thecla och familjen juvelvingar. Inga underarter finns listade i Catalogue of Life.